# Syneches calodromius
Syneches calodromius är en tvåvingeart som beskrevs av Frey 1938. Syneches calodromius ingår i släktet Syneches och familjen puckeldansflugor. Inga underarter finns listade i Catalogue of Life.